# Солунски вилает
Солунският вилает (на османски турски: ولايت سلانيك; на турски: Vilâyet-i Selânik) е вилает в Османската империя от 1867 до 1913 година с център град Солун (преди реформата от 1867 година се нарича Солунски еялет). В края на XIX век вилаетът има площ от 33 500 квадратни километра.
Еялетите съществуват до 1867 година, когато при преминаването към унифициращата административна система на вилаетите, Румелийски еялет става част от новосъздадения Солунски вилает. При създаването на Битолски вилает по-късно в 1874 година, част от земите преминават в неговите граници. Според салнаме за 1877 година вилаетът е съставен от 3 санджака и 16 каази, наброява 27 053 къщи и 393 029 жители.
Населението на вилаета към 1911 година е 1 347 915.
Солунският вилает граничи на изток с Одринския вилает, на север (след Освобождението) с Княжество България, на североизток (след Берлинския договор) с Източна Румелия, на юг с Бяло море, на северозапад с Косовския вилает и на запад с Битолския вилает и след 1881 година – с независимия санджак Серфидже.
Официалният орган на Солунския вилает е вестник „Солун“.
В началото на XX век процентът на чифлишките, смесените и свободните екзархийски села в Солунски, Скопски и Битолски вилает е:
| Вилаети         | % чифлишки села | % смесени села | % свободни |
| --------------- | --------------- | -------------- | ---------- |
| Солунски вилает | 46,10           | 6,15           | 47,75      |
| Битолски вилает | 14,68           | 26,30          | 59,02      |
| Скопски вилает  | 30,00           | 20,00          | 50,00      |

Вилаетът се простира върху земи, които днес са част от Гърция (Егейска Македония), Северна Македония и от България (части от днешната Област Благоевград). Солунският вилает е закрит след Балканските войни, като територията му е разделена между Кралство Гърция, Кралство Сърбия и Царство България в 1913 година.

## Административно деление
Административното деление на Солунския вилает в 1880 година е:
- Солунски санджак
  - Солунска каза
  - Халкидическа каза
  - Атонска каза
  - Берска каза
  - Ениджевардарска каза
  - Воденска каза
  - Авретхисарска каза
  - Струмишка каза
  - Дойранска каза
  - Тиквешка каза
  - Велешка каза
  - Лъгадински мюдюрлук
  - Негушки мюдюрлук
  - Гумендженски мюдюрлук

- Серски санджак
  - Сярска каза
  - Зъхненска каза
  - Демирхисарска каза
  - Сярска каза
  - Петричка каза
  - Мелнишка каза
  - Неврокопска каза
  - Нигритски мюдюрлук
  - Бродски мюдюрлук и други мюдюрлуци

- Драмски санджак
  - Драмска каза
  - Йенидженска каза
  - Кавалска каза
  - Саръшабанска каза
  - Тасоска каза

## Валии[13]
Солунски вилает
| Име                          | Години                         |
| ---------------------------- | ------------------------------ |
| Мехмед Акиф паша Арнавуд     | юни 1867 – февруари 1869       |
| Мехмед Сабри паша            | февруари 1869 – септември 1871 |
| Исмаил паша Хекимбашъ        | септември 1871 – май 1872      |
| Хуршид паша                  | май 1872 – август 1872         |
| Кючюк Омер Февзи паша        | август 1872 – май 1873         |
| Мехмед Акиф паша Арнавуд     | май 1873 – септември 1873      |
| Ахмед Мидхад Шефик паша      | октомври 1873 – февруари 1874  |
| Кючюк Омер Февзи паша        | февруари 1874 – септември 1875 |
| Мехмед Рефет паша Байтар     | декември 1875 – юни 1876       |
| Мустафа Ешреф паша           | юни 1876 – април 1877          |
| Нусрет паша Черкез           | юни 1877 – декември 1877       |
| Ибрахим Халил паша           | декември 1877 – юли 1878       |
| Халил Рифат паша             | юли 1878 – март 1880           |
| Абидин паша Дино Превезели   | март 1880 – юни 1880           |
| Ибрахим Дервиш паша Ловчалъ  | август 1880 – януари 1882      |
| Исмаил Хакъ паша             | март 1882 – септември 1885     |
| Хасан Хакъ паша              | септември 1885 – август 1886   |
| Абдулах Галиб паша           | август 1886 – август 1891      |
| Мустафа Зихни паша           | октомври 1891 – ноември 1895   |
| Хасан Фехми паша             | 1895                           |
| Хюсеин Ръза паша Рамазаноглу | януари 1896 – януари 1899      |
| Хасан Рефик паша             | януари 1899 – май 1901         |
| Мехмед Тефик бей Бирен       | май 1901 – май 1902            |
| Хасан Фехми паша             | май 1902 – септември 1904      |
| Мехмед Шериф Рауф паша       | септември 1904 – август 1908   |
| Али Даниш бей                | август 1908 – септември 1909   |
| Ибрахим Хайрула бей Пиризаде | септември 1909 – януари 1912   |
| Хюсеин Казъм бей Кадри       | януари 1912 – 8 август 1912    |
| Али Ферид паша               | август 1912 – септември 1912   |
| Мехмед Назъм паша            | септември 1912                 |